# Новомариинское сельское поселение
Новомариинское сельское поселение — муниципальное образование (сельское поселение) в составе Первомайского района Томской области России. Население — 1409 чел. (2012).
Административный центр — село Новомариинка.

## История
Статус и границы сельского поселения установлены Законом Томской области от 10 сентября 2004 года № 204-ОЗ О наделении статусом муниципального района, сельского поселения и установлении границ муниципальных образований на территории Первомайского района.

## Население
| 2002  | 2010  | 2012  | 2013  | 2014  | 2015  | 2016  |
| ----- | ----- | ----- | ----- | ----- | ----- | ----- |
| 1581  | ↘1428 | ↘1409 | ↘1381 | ↘1377 | ↘1338 | ↘1320 |
| 2017  | 2018  | 2019  | 2020  | 2021  |       |       |
| ↘1295 | ↘1264 | ↘1229 | ↘1188 | ↗1228 |       |       |

## Населенные пункты
На территории поселения находится 5 населённых пунктов:
- село: Новомариинка.
- посёлок: Орехово.
- деревни: Туендат, Калиновка, Верх-Куендат.